# Carl Friedrich von Siemens Fellowships
Seit 1993 vergibt die Carl Friedrich von Siemens Stiftung jährlich an ein oder zwei herausragende Wissenschaftler die Carl Friedrich von Siemens Fellowship. Um die Fellowship kann man sich nicht bewerben.
Mit den Mitteln der Fellowship sollen die Geehrten die Möglichkeit erhalten, während jeweils eines Jahres ungestört an einem großen wissenschaftlichen (oder literarischen) Werk zu arbeiten. Dazu werden sie von allen dienstlichen Pflichten am eigentlichen Wirkungsort freigestellt; es steht ihnen überdies eine Wohnung in München zur Verfügung.

## Fellows
- 1993/94  Hans-Martin Gauger, Seth Benardete
- 1994/95 Peter Brown
- 1995/96 Frans B. M. de Waal
- 1996/97 Yosef Hayim Yerushalmi, Christopher Bruell, Hasso Hofmann
- 1997/98 Seth Benardete, Thomas L. Pangle, Klaus Herding
- 1998/99 Jan Assmann
- 1999/2000 Ronna Burger
- 2000/01 Carlo Ginzburg, Peter Gülke
- 2001/02 Peter von Matt
- 2002/03 David Wellbery, Nathan Tarcov
- 2003/04 Ernst Osterkamp
- 2004/05 Gabriel Motzkin, Robert Darnton
- 2005/06 Dietrich Murswiek, Michael Maar
- 2006/07 David Bolotin
- 2007/08 Jürgen Osterhammel, Philippe Descola
- 2008/09 Harvey Mansfield, Helen Vendler, Lorraine Daston
- 2009/10 Hans Ulrich Gumbrecht, Dieter Grimm
- 2010/11 Jürgen Stolzenberg, Lorraine Daston
- 2011/12 Horst Dreier
- 2012/13 Brendan Simms, Robert B. Pippin
- 2013/14 Devin Stauffer, Karl Schlögel, Dieter Grimm
- 2014/15 Heinrich Detering, Jan Wagner
- 2015/16 Martin Mosebach, Karl Schlögel
- 2016/17 Herfried Münkler, Michael Fried
- 2017/18 Robert E. Page, Andreas Urs Sommer, Edward L. Shaughnessy
- 2018/19 Michael Jaeger, David Womersley
- 2019/20 Eric Buzzetti, Robert D. Levin
- 2020/21 Peter Schäfer, Peter Ahrensdorf
- 2021/22 Marina Münkler, Jörg Baberowski
- 2022/23 Daniel Leese, Susan D. Collins
- 2023/24 Peter Ahrensdorf
- 2024/25 Kathleen Wermke